# Philaretos
Philaretos (* 702 in Amnia in Paphlagonien; † 1. Dezember 792) ist ein orthodoxer Heiliger mit dem Beinamen „der Mitleidige“, der sich durch besondere Großzügigkeit hervortat.

## Leben
Philaretos wurde 702 in Amnia in Paphlagonien geboren. Er war mit Theosevo verheiratet und hatte mit ihr drei Kinder, Johannes, Hypatia und Evanthia. Er war ein reicher Grundbesitzer, bis er durch Gaben an Notleidende und plündernde Araber völlig verarmte. In seiner „bitteren Armut“ (penia) besaß er nach Niketas nur noch ein Paar Ochsen, ein Pferd, einen Esel, eine Kuh und ihr Kalb, einen Diener und eine Dienerin, 250 Bienenvölker und seinen Landsitz.
Als Konstantin VI. im Jahr 788 seine Enkelin Maria heiratete, besserte sich seine finanzielle Lage, und er konnte sich, nun in Konstantinopel ansässig, wieder wohltätigen Werken widmen. Er war der Überlieferung nach so demütig, dass er die Armen nicht nur speiste, sondern auch persönlich bediente. Er verstarb am 1. Dezember 792 neunzigjährig im Rodolphia-Konvent. Er wurde im Kloster des Hl. Andreas en te krisei bestattet.

## Vita
Sein Enkel Niketas von Byzanz, ein Kleriker, beschrieb sein Leben.

## Verehrung
Da er einem armen Soldaten ein Pferd schenkte, damit dieser seinen Militärdienst erfüllen konnte, wurde er besonders von Soldaten verehrt. Auch die Imker sehen in ihm ihren Schutzpatron.